# Solomon Hill
Solomon Jamar Hill (18 de março de 1991) é um americano jogador profissional de basquete do New York Knicks da National Basketball Association (NBA).
Ele jogou basquete universitário na Universidade do Arizona e foi selecionado pelo Indiana Pacers como a 23ª escolha geral no Draft da NBA de 2013.

## Carreira no ensino médio
Hill estudou na Fairfax High School em Los Angeles, Califórnia. Em seu terceiro ano, ele teve médias de 10,7 pontos e 8,7 rebotes. Em seu úlimo ano, ele teve médias de 16,2 pontos, 11,7 rebotes e 5,1 assistências. Ele terminou sua carreira sendo duas vezes selecionado para a Equipe Ideal de Los Angeles e sendo chamado para a Terceira-Equipe All-State em 2009.
Considerado um recruta de quatro estrelas pelo Rivals.com, Hill foi listado como o 3° melhor Ala e o 27° melhor jogador do país em 2009.

## Carreira universitária
Em sua temporada de calouro na Universidade do Arizona, ele foi um contribuidor constante para os Wildcats. Em 31 jogos (21 como titular), ele teve médias de 6,7 pontos, 4,4 rebotes e 1,7 assistências em 25,3 minutos.
Em sua segunda temporada, ele foi um dos apenas três jogador do Arizona a ser titular em todos os jogos. Ele foi nomeado para a Equipe Ideal do iBN Sports Las Vegas Invitational após ter médias de 11,0 pontos, 4,8 rebotes e 2,8 assistências nos quatro jogos do torneio. Ao longo da temporada, Hill jogou em 38 jogos e teve médias de 8,0 pontos, 4,7 rebotes e 1,7 assistências em 25,2 minutos.
Em sua terceira temporada, ele foi nomeado para a Primeira-Equipe Pac-12, para a Equipe Ideal do District 20 e para a Equipe Ideal do Torneio da Pac-12. Em 35 jogos, ele teve médias de 12,9 pontos, 7,7 rebotes, 2,6 assistências e 1,0 roubos de bola em 32,4 minutos.
Em sua última temporada, ele foi nomeado para o time principal do All-Pac-12 e para o time principal do NABC All-District 20 pelo segundo ano consecutivo. Ele também foi homenageado com USBWA all-District IX e o vencedor do Prêmio Sapphire, concedido ao atleta masculino do ano no Arizona. Em 35 jogos, ele teve médias de 13,4 pontos, 5,3 rebotes, 2,7 assistências e 1,1 roubos de bola em 33,0 minutos. Em dezembro de 2012, ele foi eleito o MVP do Diamond Head Classic de 2012 após ter médias de 12,0 pontos, 5,0 rebotes e 2,3 assistências nos três jogos do torneio.

## Carreira profissional

### Indiana Pacers (2013–2016)
Em 27 de junho de 2013, Hill foi selecionado pelo Indiana Pacers como a 23ª escolha geral no Draft da NBA de 2013. Em 3 de julho, ele assinou seu contrato de novato com os Pacers e se juntou à equipe para a Summer League de 2013. Em 29 de dezembro de 2013, ele foi designado para o Fort Wayne Mad Ants. Em 4 de janeiro de 2014, ele foi chamado de volta pelos Pacers. Em 16 de abril de 2014, no último jogo da temporada regular, ele jogou 28 minutos e registrou 5 pontos e 5 rebotes em uma vitória sobre o Orlando Magic. Ele jogou em 28 jogos durante a temporada de 2013-14, tendo médias de 1,7 pontos e 1,5 rebotes em 7,9 minutos.
Uma lesão no tornozelo direito obrigou Hill a perder a Summer League de 2014. Em 9 de outubro de 2014, os Pacers exerceram sua opção de renovação no contrato de Hill, estendendo o contrato até a temporada de 2015-16. Em 8 de novembro de 2014, ele marcou 28 pontos na derrota por 97-90 para o Washington Wizards. Uma semana depois, ele registrou 21 pontos e 12 rebotes na vitória por 99-90 sobre o Chicago Bulls. Hill jogou em todos os 82 jogos dos Pacers na temporada de 2014-15 e teve médias de 8,9 pontos, 3,8 rebotes e 2,2 assistências em 29,0 minutos.
Em julho de 2015, Hill voltou a se juntar ao Pacers para o NBA Summer League de 2015. Ele teve uma média de apenas 4,7 pontos em três jogos. O papel e a produção de Hill diminuíram drasticamente na temporada de 2015–16 devido ao retorno de Paul George à saúde plena. Ele marcou dois dígitos apenas três vezes nos primeiros cinco meses da temporada antes de marcar 15 pontos em uma vitória por 123-109 sobre Cleveland Cavaliers em 6 de abril de 2016. Quatro dias depois, ele registrou seu primeiro duplo-duplo da temporada com 13 pontos e 12 rebotes na vitória por 129-103 sobre o Brooklyn Nets. No último jogo da temporada regular dos Pacers em 13 de abril, Hill marcou 25 pontos na vitória por 97-92 sobre o Milwaukee Bucks.

### New Orleans Pelicans (2016–2019)
Em 21 de julho de 2016, Hill assinou um contrato de quatro anos e 48 milhões com o New Orleans Pelicans.
Em 15 de fevereiro de 2017, ele marcou 23 pontos na vitória de 95-91 sobre o Memphis Grizzlies. Em 17 de março de 2017, ele marcou 30 pontos na vitória por 128-112 sobre o Houston Rockets. Hill teve média de apenas 6,5 pontos, tendo passado a maior parte da temporada focado na defesa.
Em 27 de agosto de 2017, Hill foi submetido a uma cirurgia para reparar uma ruptura no tendão da coxa. Ele fez sua estreia na temporada em 18 de março de 2018, contra o Boston Celtics. Ele jogou oito minutos e terminou com uma assistência na vitória por 108–89.

### Memphis Grizzlies (2019–2020)
Em 6 de julho de 2019, Hill, junto com De'Andre Hunter, Jordan Bone e uma escolha de segunda rodada em 2023, foi negociado com o Atlanta Hawks por Jaxson Hayes, Nickeil Alexander-Walker, Didi Louzada e uma escolha de primeira rodada em 2020. No dia seguinte, os Hawks o negociou, junto com Miles Plumlee, para o Memphis Grizzlies em troca de Chandler Parsons.

### Miami Heat (2020)
Em 6 de fevereiro de 2020, Hill foi negociado com o Miami Heat em uma troca de 3 equipes. O Heat chegou às Finais da NBA de 2020 mas perderam em 6 jogos para o Los Angeles Lakers.

### Atlanta Hawks (2020–Presente)
Em 25 de novembro de 2020, Hill assinou um contrato de 1 ano e 2 milhões com o Atlanta Hawks.

## Estatísticas

### NBA

#### Temporada regular
| Ano      | Equipe      | PJ  | PT  | MPJ  | AP   | 3P   | LL   | RT  | AS  | BR  | TO  | PPJ |
| -------- | ----------- | --- | --- | ---- | ---- | ---- | ---- | --- | --- | --- | --- | --- |
| 2013–14  | Indiana     | 28  | 0   | 8.1  | .425 | .304 | .857 | 1.5 | .4  | .2  | .1  | 1.7 |
| 2014–15  | Indiana     | 82  | 78  | 29.0 | .396 | .327 | .824 | 3.8 | 2.2 | .8  | .2  | 8.9 |
| 2015–16  | Indiana     | 59  | 3   | 14.7 | .447 | .324 | .857 | 2.8 | 1.0 | .6  | .2  | 4.2 |
| 2016–17  | New Orleans | 80  | 71  | 29.7 | .383 | .348 | .805 | 3.8 | 1.8 | .9  | .4  | 7.0 |
| 2017–18  | New Orleans | 12  | 1   | 15.6 | .268 | .190 | .500 | 3.0 | 1.8 | .6  | .1  | 2.4 |
| 2018–19  | New Orleans | 44  | 15  | 20.0 | .382 | .317 | .719 | 3.0 | 1.3 | .5  | .2  | 4.3 |
| 2019–20  | Memphis     | 48  | 3   | 18.8 | .412 | .381 | .684 | 3.0 | 2.0 | .6  | .1  | 5.7 |
| 2019–20  | Miami       | 11  | 1   | 17.0 | .311 | .292 | .875 | 1.9 | .9  | 1.1 | .5  | 4.5 |
| Carreira | Carreira    | 364 | 172 | 19.1 | .378 | .310 | .765 | 2.8 | 1.4 | 0.6 | 0.2 | 4.8 |

#### Playoffs
| Ano      | Equipe      | PJ | PT | MPJ  | AP   | 3P   | LL   | RT  | AS  | BR  | TO  | PPJ |
| -------- | ----------- | -- | -- | ---- | ---- | ---- | ---- | --- | --- | --- | --- | --- |
| 2014     | Indiana     | 1  | 0  | 1.0  | —    | —    | —    | .0  | .0  | .0  | .0  | .0  |
| 2016     | Indiana     | 7  | 0  | 28.3 | .452 | .579 | .938 | 4.0 | 1.1 | .3  | .0  | 7.7 |
| 2018     | New Orleans | 9  | 0  | 12.7 | .360 | .375 | .900 | 1.9 | .8  | .1  | .1  | 3.7 |
| 2020     | Miami       | 7  | 0  | 6.0  | .556 | .333 | —    | 1.0 | .4  | .1  | .0  | 1.7 |
| Carreira | Carreira    | 24 | 0  | 12.0 | .456 | .429 | .919 | 1.7 | 0.5 | 0.1 | 0.0 | 3.2 |

### Universidade
| Ano      | Equipe   | PJ  | PT  | MPJ  | AP   | 3P   | LL   | RT  | AS  | BR  | TO  | PPJ  |
| -------- | -------- | --- | --- | ---- | ---- | ---- | ---- | --- | --- | --- | --- | ---- |
| 2009-10  | Arizona  | 31  | 21  | 25.3 | .490 | .222 | .705 | 4.4 | 1.7 | 0.6 | 0.1 | 6.7  |
| 2010-11  | Arizona  | 38  | 38  | 25.2 | .486 | .354 | .780 | 4.7 | 1.7 | 0.8 | 0.2 | 8.0  |
| 2011-12  | Arizona  | 35  | 35  | 32.4 | .500 | .389 | .724 | 7.7 | 2.6 | 1.0 | 0.5 | 12.9 |
| 2012-13  | Arizona  | 35  | 35  | 33.0 | .458 | .390 | .766 | 5.3 | 2.7 | 1.1 | 0.6 | 13.4 |
| Carreira | Carreira | 139 | 129 | 28.9 | .483 | .338 | .743 | 5.5 | 2.1 | 0.8 | 0.3 | 10.2 |